# Rincón (ort i Dominikanska republiken)
Rincón är en ort i Dominikanska republiken.   Den ligger i provinsen La Vega, i den centrala delen av landet, 80 km nordväst om huvudstaden Santo Domingo. Rincón ligger 88 meter över havet och antalet invånare är 5 909. Den ligger vid sjön Embalse de Rincón.
Terrängen runt Rincón är kuperad åt sydväst, men åt nordost är den platt. Runt Rincón är det ganska tätbefolkat, med 129 invånare per kvadratkilometer. Närmaste större samhälle är Concepción de La Vega, 17,2 km nordväst om Rincón. Omgivningarna runt Rincón är en mosaik av jordbruksmark och naturlig växtlighet.